# Rosa Stern
Rosa Stern (5 de març de 1981, Viena, Imperi Austrohongarès - 9 d'agost de 1962, Christchurch, Nova Zelanda) fou una química austríaca precursora de les anàlisis químiques mitjançant gotes i especialista en química agrícola.
Fou alumna de Susi Glaubach i es graduà en química a la Universitat de Viena el 22 de juliol de 1914, sis dies abans de l'esclat de la Primera Guerra Mundial. Seguí investigant a l’institut químic amb el químic Fritz Feigl (1891-1971), amb el qual el 1921 publicà el primer article complet sobre anàlisi mitjançant gotes. Aquest treball pioner fou ignorat fins que químics analítics com Wilhelm Schlenk (1879-1943), Robert Strebinger (1886-1952) o Georg Vortmann (1854-1932) donaren suport a aquest mètode d'anàlisi amb reactius en quantitats de gotes. Durant els anys següents, Stern treballà com a química en una empresa vienesa. En aquests anys, Stern i Leo Krammer, de la Hauser i Sobotka Malzfabrik Wien – Stadlau, patentaren processos de preparació de l'amilasa. En una patent de juny de 1938, es descriuen dos invents protegits i dos no protegits. No obstant això, publicaren diversos articles d'interès purament científic. L'abril de 1939, Stern emigrà primer a Londres i d'aquí a Nova Zelanda. El 1940 ocupà una plaça a l’Institut d’Investigació del Blat a Christchurch, Nova Zelanda. En aquesta institució, Rosa Stern publicà nombrosos estudis científics.